# قرار مجلس الأمن التابع للأمم المتحدة رقم 611
قرار مجلس الأمن الدولي رقم 611 لعام 1988 بتاريخ 25 أبريل وفيه يدين مجلس الأمن العدوان الإسرائيلي على تونس الذي حدث في 16 أبريل 1988 والذي أسفر عن خسائر في الأرواح البشرية وأدى بصورة خاصة إلى اغتيال خليل الوزير.